# Daniela Fischerová

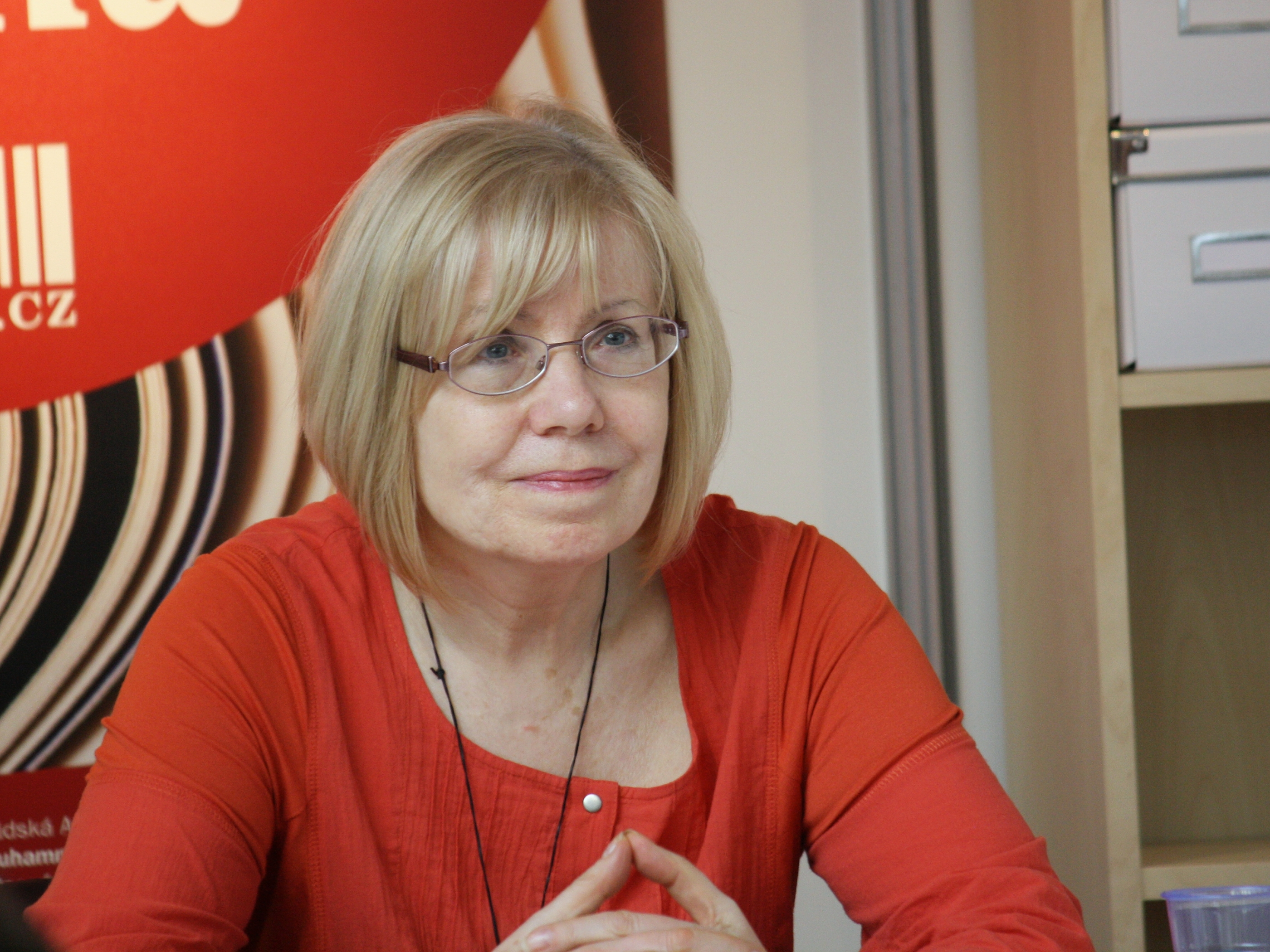
Daniela Fischerová (2011)

Daniela Fischerová (* 13. Februar 1948 in Prag) ist eine tschechische Dramatikerin und Prosaistin.
Die bedeutende Vertreterin des tschechischen Dramas der 1980er Jahre studierte an der FAMU Drehbuch und Dramaturgie. Sie arbeitete im Rundfunk, ist Autorin von Kinderbüchern und Filmszenaristin: Der Fuchsbau (Vlčí bouda). 1979 wurde im Realistischen Theater (Realistické divadlo) ihr Schauspiel Stunde zwischen dem Wolf und Hund, Untertitel: Gerichtsstreitigkeiten des František Villon (Hodina mezi psem a vlkem) aufgeführt, jedoch nach vier Vorstellungen verboten. Auch ihre weiteren Theaterinszenierungen fielen der Zensur zum Opfer Sage (Báj 1982) und Prinzessin T. (Princezna T. 1986).
In den 1980er Jahren gehörte sie zum Dissidentenkreis um Václav Havel, in den 1990ern zu seinen Ratgebern.

## Werke, u.a.
- Prst, který se nikdy nedotkne, Hynek 1995
  - Fern und nah. Erzählungen. Aus dem Tschechischen von Sophia Marzolff, Elfenbein Verlag 2002

## Mitgliedschaften
- Obec spisovatelů (Tschechischer Schriftstellerverband)